# اکاترینا دیمیترنکو
اکاترینا نیکولاوا دیمیترنکو (روسی: Екатерина Николаевна Дмитренко؛ زادهٔ ۱۶ ژانویهٔ ۱۹۹۰) بازیکن فوتبال اهل روسیه است که به عنوان مدافع برای باشگاه فوتبال ینی‌سئی کراسنویارسک بازی می‌کند.
وی همچنین در تیم ملی فوتبال زنان روسیه بازی کرده‌است.